# گوستاو ون دو ووستین

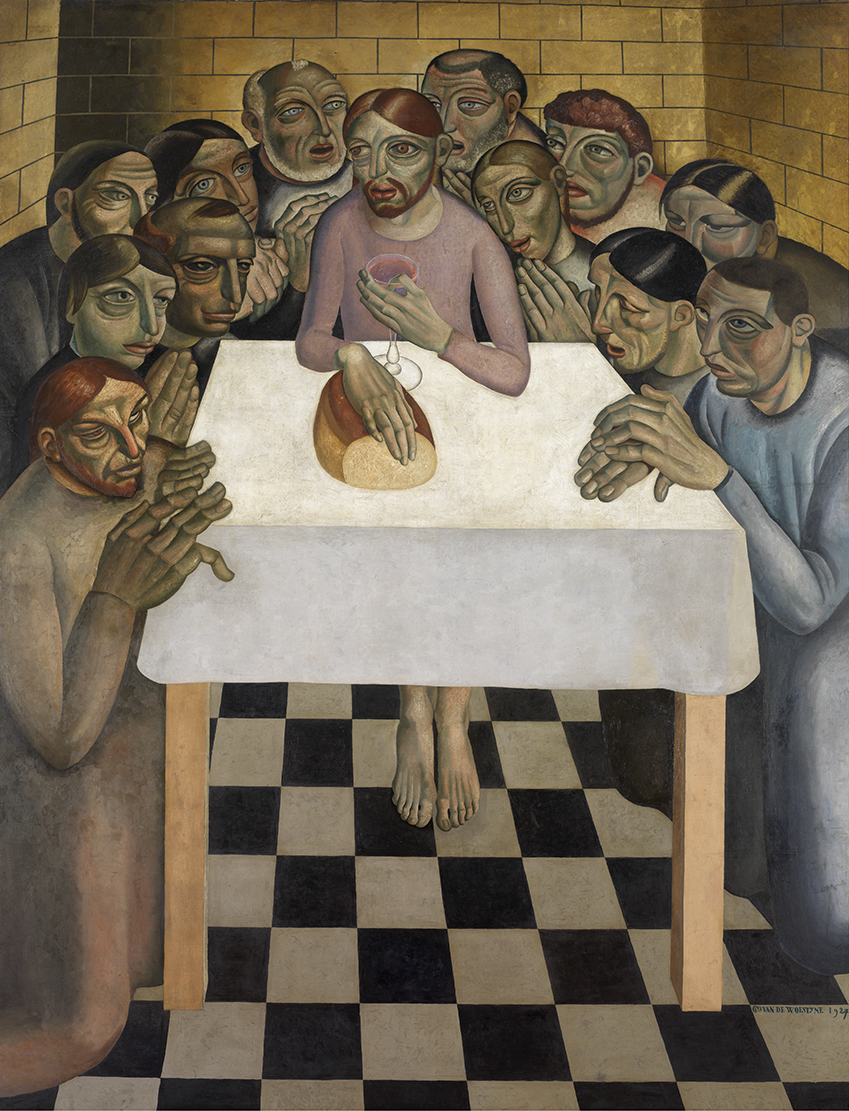
شام آخر اثر گوستاو ون دو ووستین، ۱۹۲۷

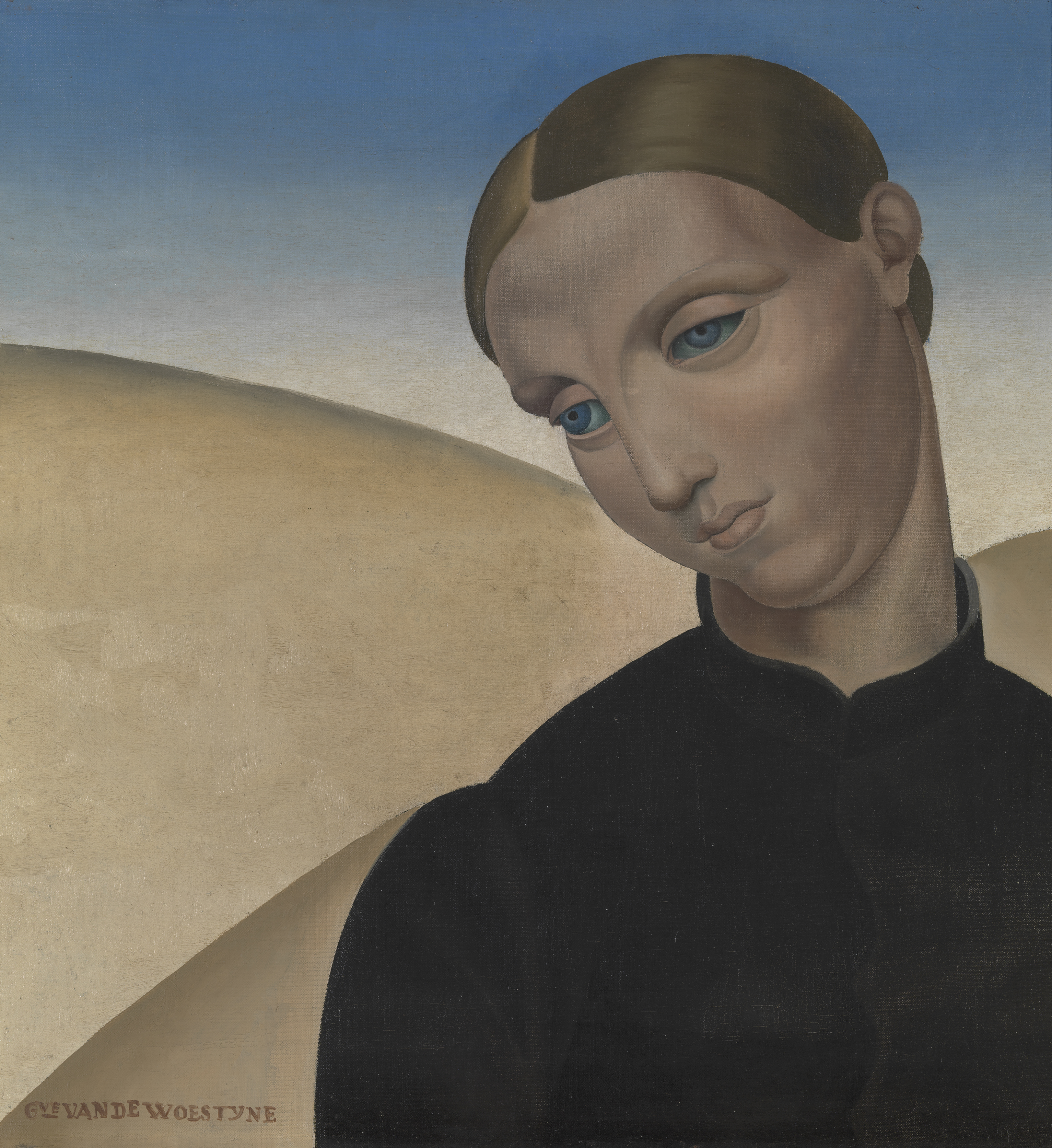
بورین اثر کوستاو ون دو ووستین، حدود ۱۹۲۵

گوستاو ون دو ووستین (به هلندی: Gustave Van de Woestijne)؛ ۲ اوت ۱۸۸۱ – ۲۱ آوریل ۱۹۴۷) یک نقاش اکسپرسیونیست اهل بلژیک بود.
او عضو نخستین گروه لتم بود، گروهی از هنرمندان که در روستای سن مرتان لتم در ساحل رود لایه در نزدیکی خنت کار می‌کردند. او برادر شاعر فلمنکی، کارل ون دو ووستین، بود. ووستین پس از مرگ در گورستان کامپو سانتو در شهر خنت به خاک سپرده شد.

## افتخارات
- ۱۹۱۹: شوالیه نشان لئوپولد.[۱]

## آثار وی در موزه سلطنتی هنرهای زیبا، آنتورپ

سنت برنارد، ۱۹۰۱
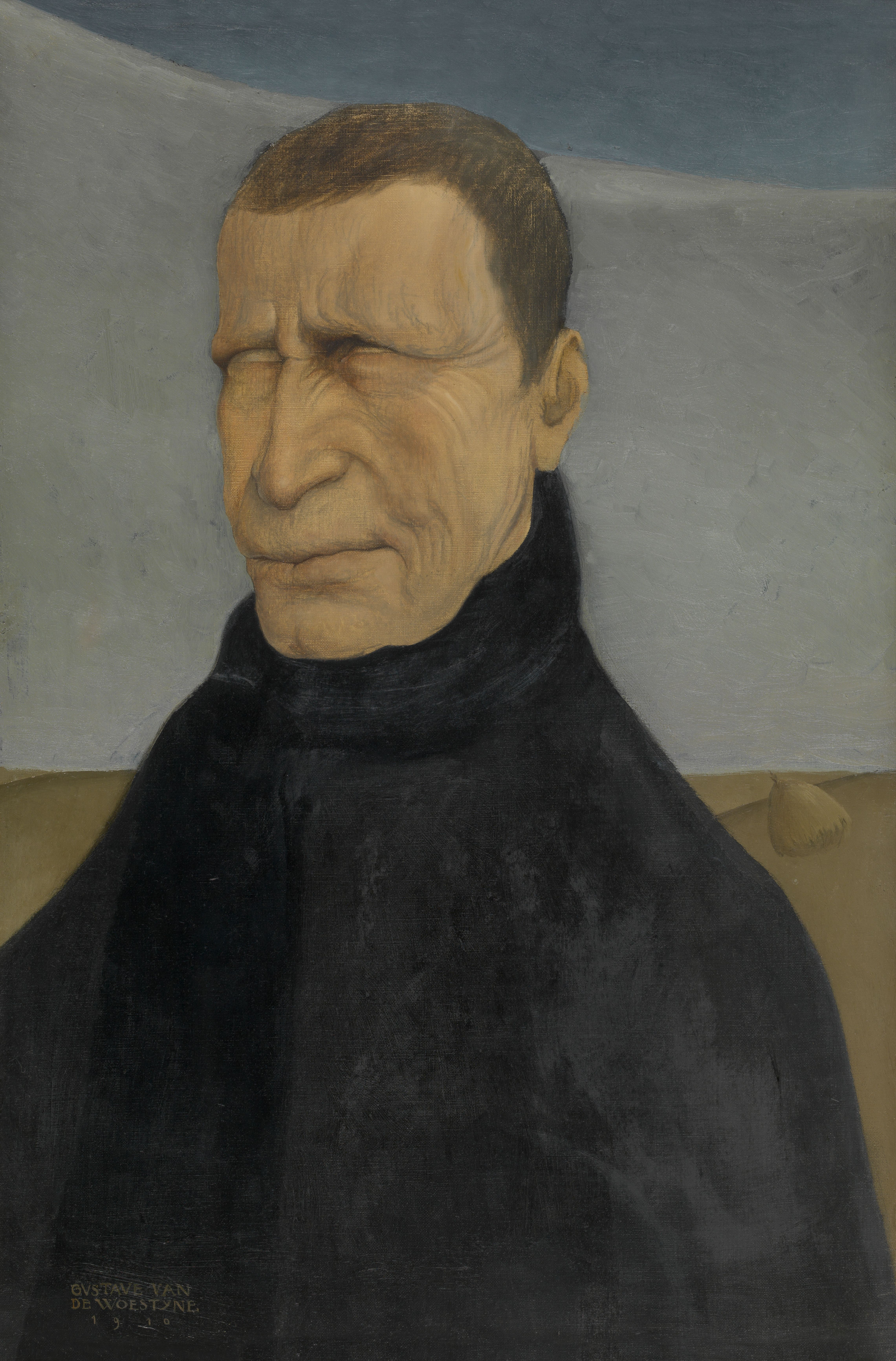
مرد نابینا (نقاشی)، ۱۹۱۰
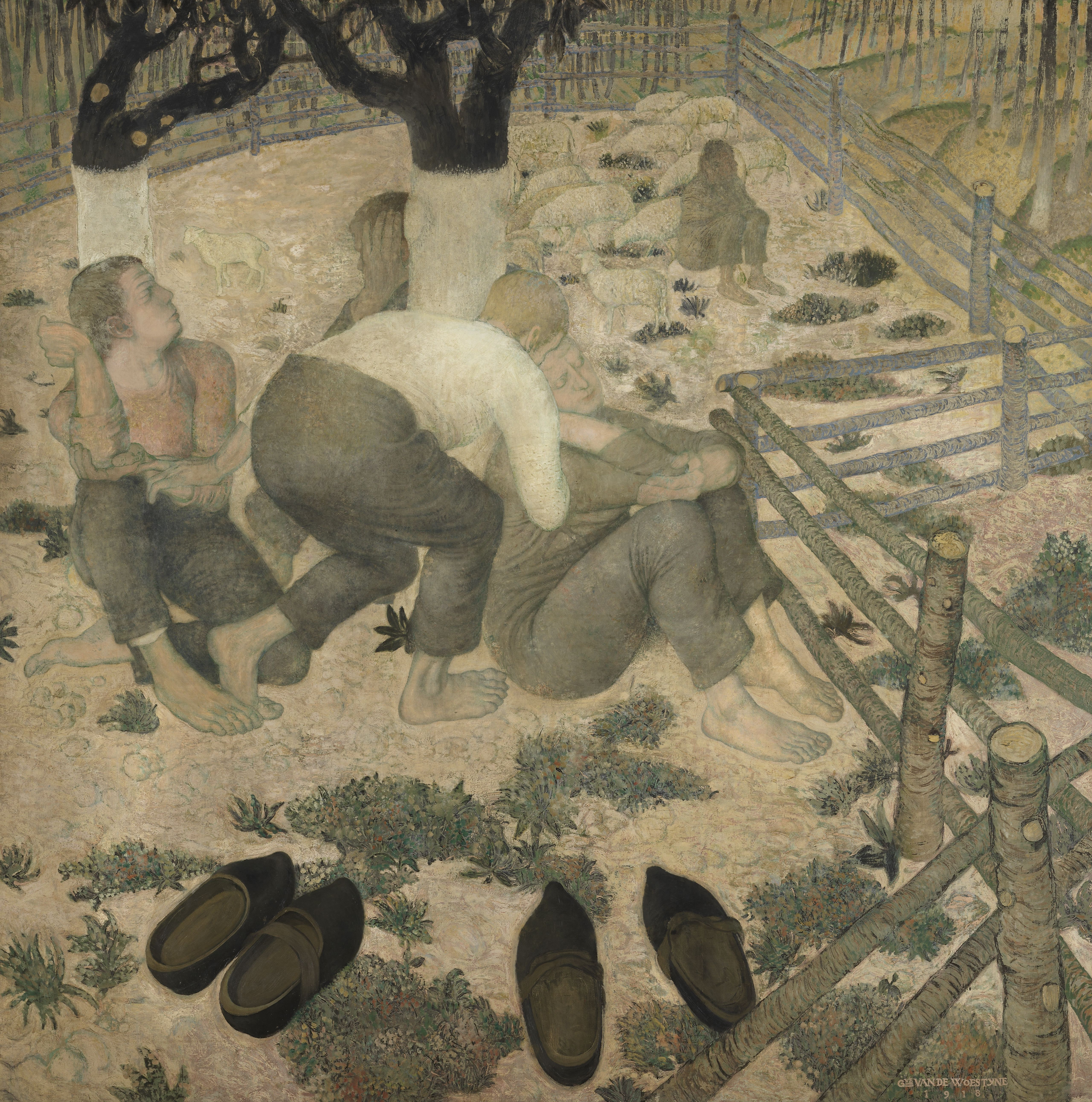
خواب‌رونده‌ها، ۱۹۱۸
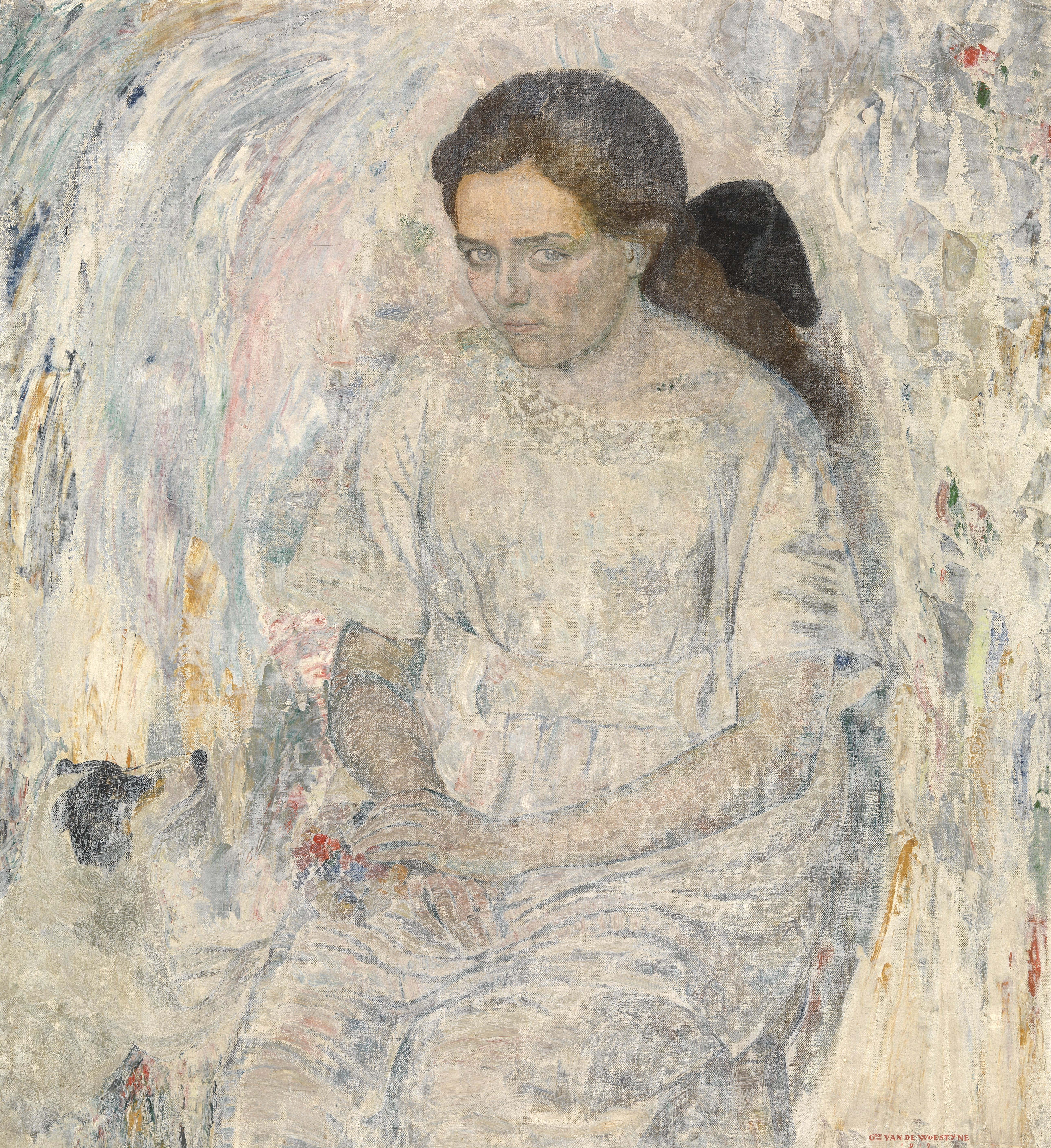
آدریان، ۱۹۲۱
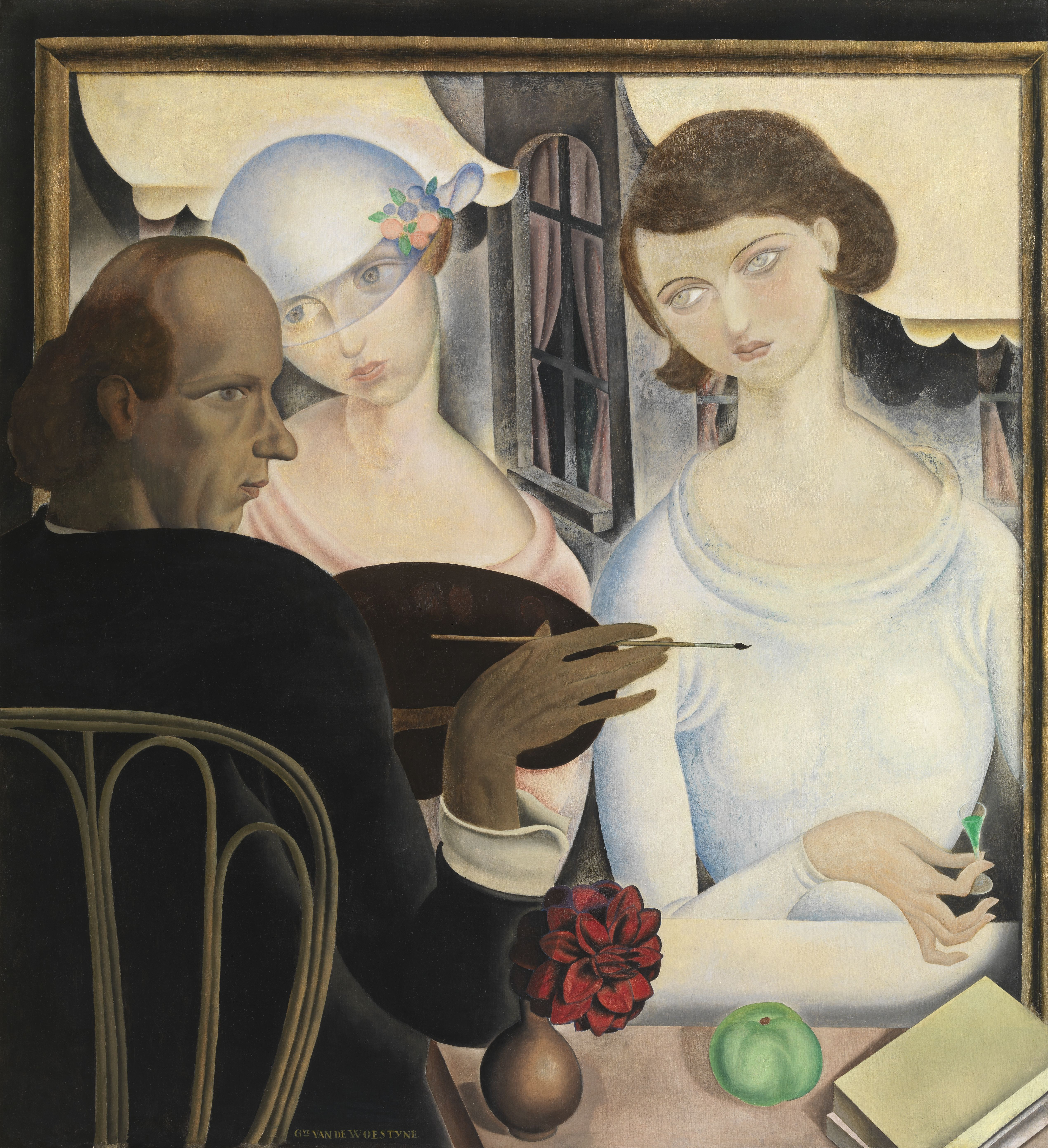
نوشنده‌های لیکور، ۱۹۲۲
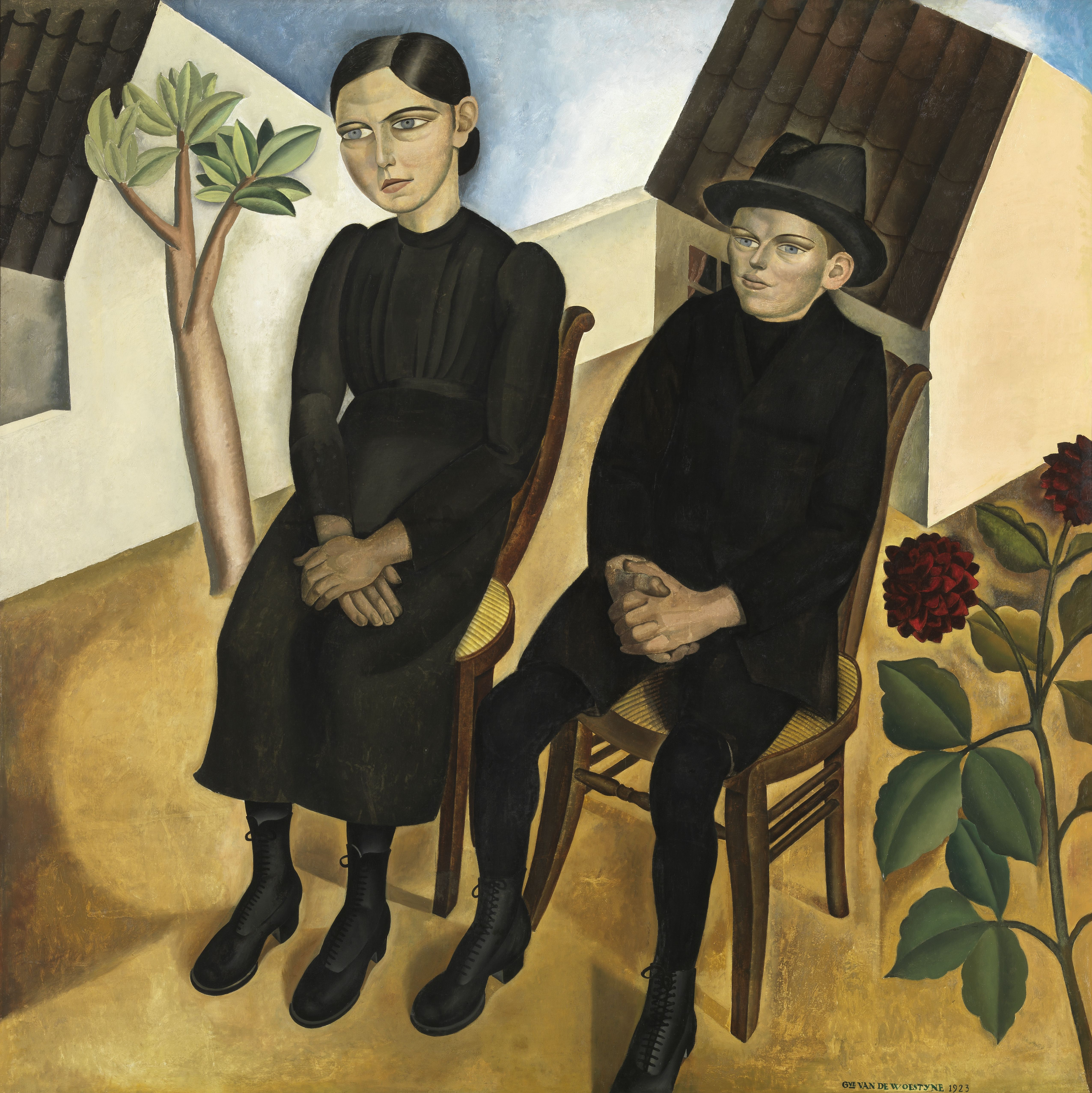
گاستون و خواهرش، ۱۹۲۳
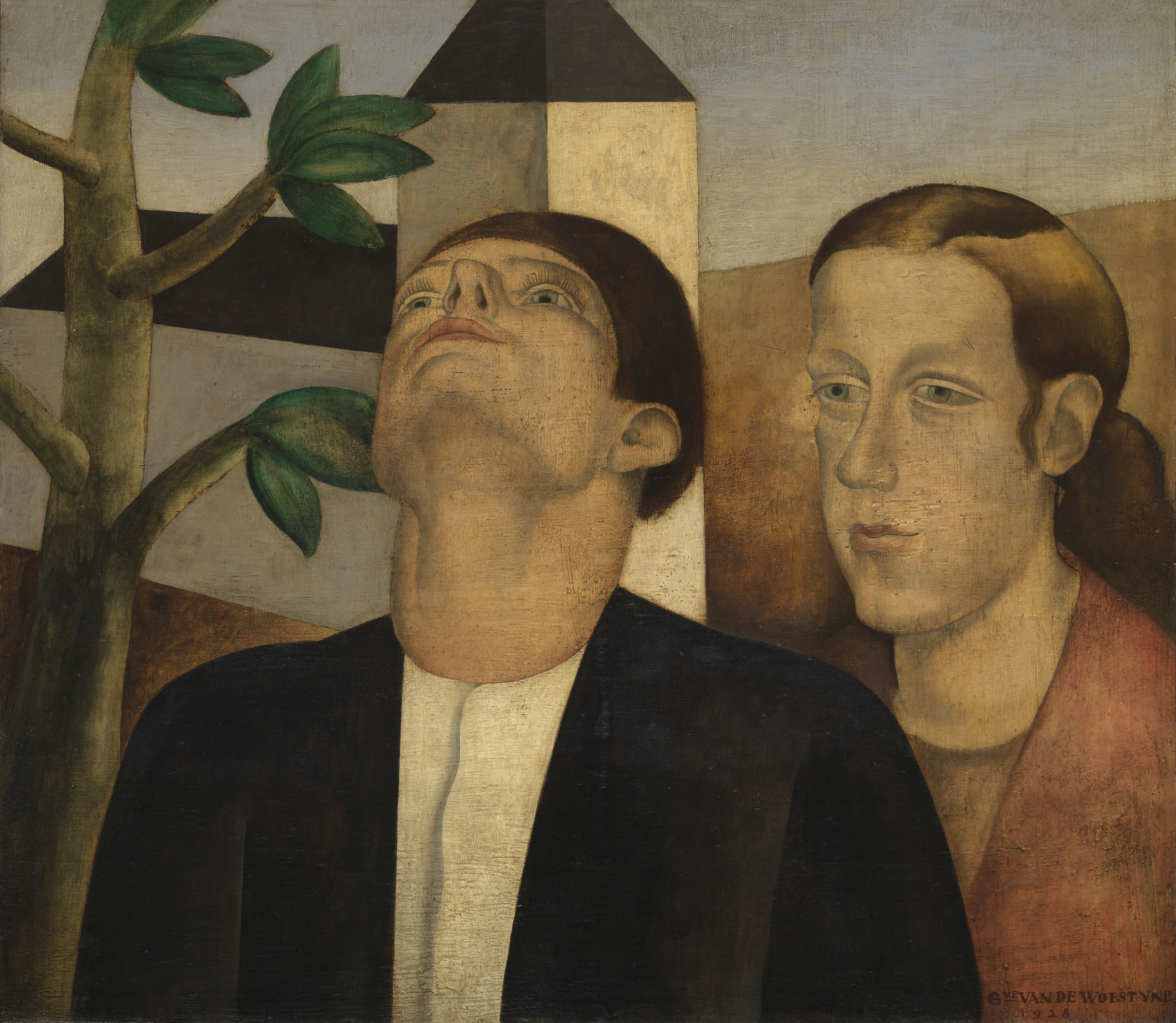
لاجورد، ۱۹۲۸
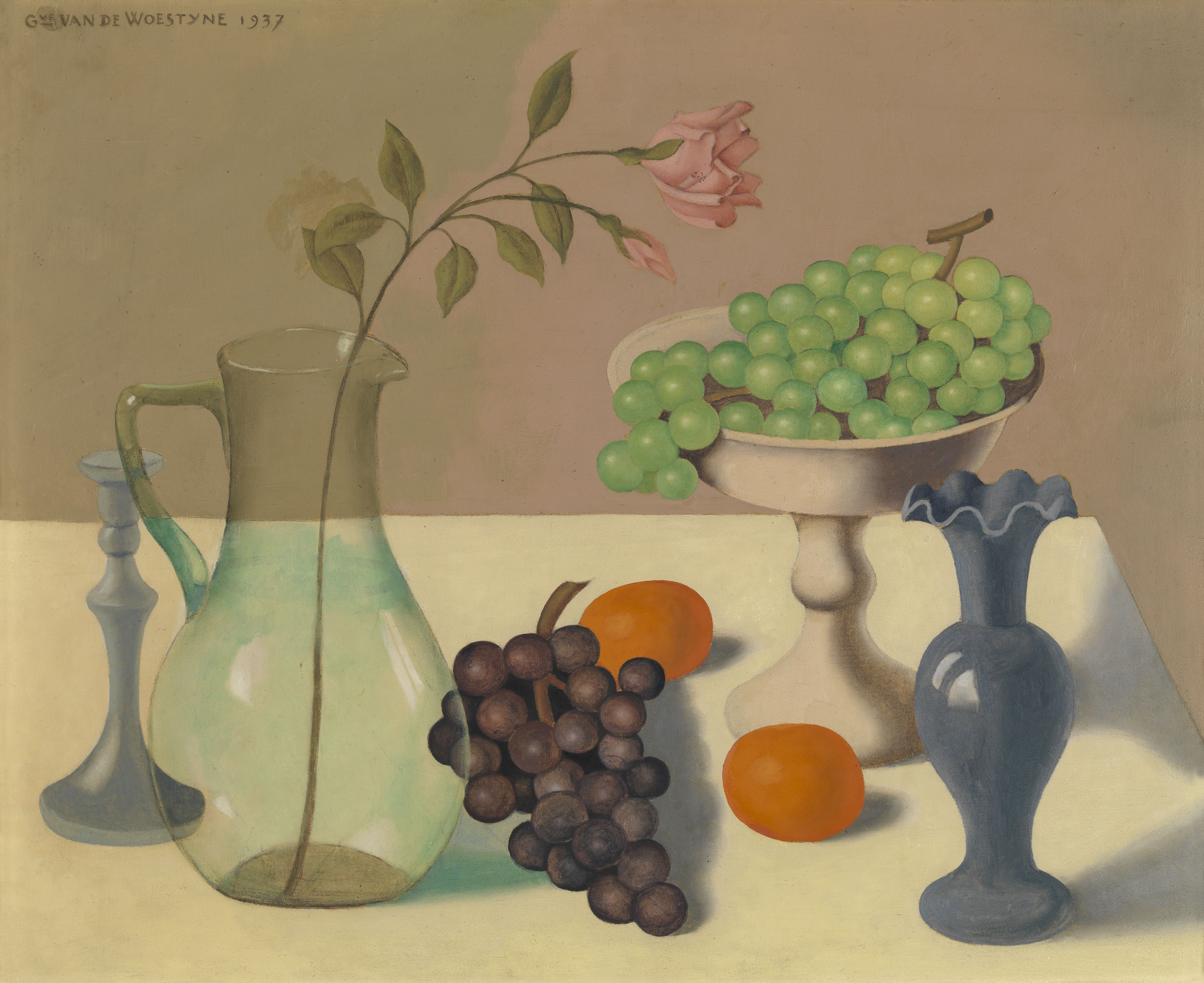
هنوز زندگی با انگور ، ۱۹۳۷
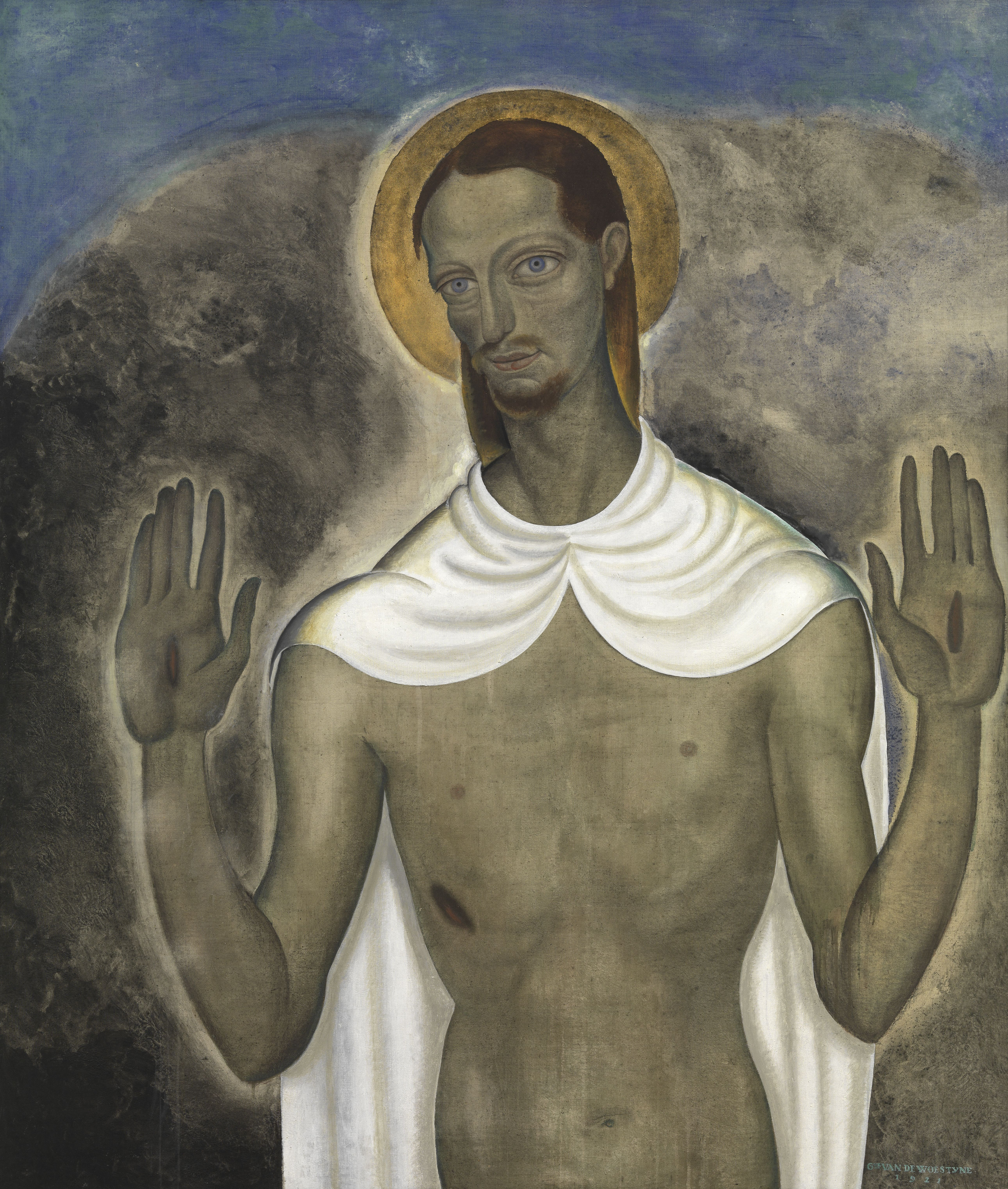
مسیح زخم‌هایش را نشان می‌دهد، ۱۹۲۱
De twee lentes، ۱۹۱۰